# Selangor Masters
De Selangor Masters is een golftoernooi in Maleisië dat sinds 2008 deel uitmaakt van de Aziatische PGA Tour (Asian Tour).
Het prijzengeld was in 2008 US$ 300.000 en dit is opgeklommen tot RM 1.200.000 (ongeveer $ 365.000) in 2010. Sindsdien is het niet veranderd.

## Winnaars
| Worldwide Holdings Selangor Masters | Worldwide Holdings Selangor Masters        | Worldwide Holdings Selangor Masters | Worldwide Holdings Selangor Masters | Worldwide Holdings Selangor Masters |
| Jaar                                | Baan                                       | Winnaar                             | Score                               | Score                               |
| ----------------------------------- | ------------------------------------------ | ----------------------------------- | ----------------------------------- | ----------------------------------- |
| 2008                                | Seri Selangor Golf Club, Petaling Jaya     | Ben Leong                           | 269                                 | -15                                 |
| 2009                                | Seri Selangor Golf Club, Petaling Jaya     | Rick Kulacz                         | 273                                 | -11                                 |
| 2010                                | Seri Selangor Golf Club, Petaling Jaya     | Angelo Que                          | 276                                 | -6                                  |
| 2011                                | Kota Permai Golf & Country Club, Shah Alam | Joonas Granberg                     | 273                                 | -15                                 |
| 2012                                | Kota Permai Golf & Country Club, Shah Alam | Thaworn Wiratchant                  | 272                                 | -16                                 |
| 2013                                |                                            | 7-10 augustus                       |                                     |                                     |

 Maleisisch Open ·
 Thailand Classic ·
 Indian Open ·
 SAIL-SBI Open ·
 Indonesian Masters ·
 Mauritius Open ·
 Queen's Cup ·
 Omega European Masters ·
 Vascory Classic ·
 Chiangmai Golf Classic
EurAsia Cup